# Kyselina fosforitá
Kyselina fosforitá (přesněji dihydroxyfosfanoxid), též kyselina fosfonová, je bílá krystalická látka, jedna z mnoha kyselin fosforu.

## Nomenklatura a tautomerismus
H3PO3 se přesněji popisuje vzorcem HPO(OH)2. Tato molekula existuje v rovnováze s menšinovým tautomerem P(OH)3. Podle doporučení IUPAC z roku 2005 se tato první forma označuje kyselina fosfonová, kdežto forma druhá jako kyselina fosforitá.

## Příprava
Vzniká sice reakcí oxidu fosforitého s vodou za chladu
P2O3 + 3 H2O → 2 H3PO3,
za tepla však místo toho vzniká směs kyseliny fosforečné a fosfanu
2 P2O3 + 6 H2O → PH3 + 3 H3PO4.
Proto se obvykle připravuje hydrolýzou chloridu fosforitého nebo bromidu fosforitého
PCl3 + 3 H2O → H3PO3 + 3 HCl,
PBr3 + 3 H2O → H3PO3 + 3 HBr.

## Chemické vlastnosti
Přestože molekula kyseliny fosfonové obsahuje tři atomy vodíku, a zdálo by se, že v této molekule je fosfor trojmocný, je molekula této látky nesymetrická. Jeden z atomů vodíku je vázán přímo na atom fosforu a zbývající dva vodíkové atomy jsou na fosfor vázány přes kyslík. To znamená, že ve vodném roztoku se kyselina fosfonová disociuje pouze do druhého stupně, je tedy pouze dvojsytná. To znamená, že tvoří „jen“ dvě řady solí, a to dihydrogenfosfonany a hydrogenfosfonany. Dihydrogenfosforitanový aniont má náboj -1, a hydrogenfosforitanový -2 ([H2PO3]1− resp. [HPO3]2−).
Zahříváním se rozkládá na kyselinu fosforečnou a fosfan
4 H3PO3 → PH3 + 3 H3PO4.
Ve vodném roztoku se samovolně pomalu oxiduje vzdušným kyslíkem na kyselinu fosforečnou
2 H3PO3 + O2 → 2 H3PO4.
Vzhledem k tomu je kyselina fosforitá redukčním činidlem, které je např. schopno redukovat soli jednomocného stříbra na kov, např.
2 AgNO3 + H3PO3 + H2O → 2 Ag + 2 HNO3 + H3PO4,
nebo sloučeniny dvojmocné rtuti na jednomocné
2 HgCl2 + H3PO3 + H2O → Hg2Cl2 + 2 HCl + H3PO4.